# Тумасаберд
Тумасаберд (арм. Թումասաբերդ) — крепость в 1,2 километрах к северо-востоку от села Тумас в Джебраильском районе Азербайджана, на высоте 1150 метров над уровнем моря.

## Описание
Сохранились остатки дугообразных крепостных стен, возведённых из необработанных камней. Стены окружают крепость с северной и северо-восточной сторон крепости, так как с остальных сторон укрепление защищено неприступными скалами. Общая длина стен составляет около 25 метров, средняя толщина — 2 метра. Сохранившаяся высота стен от 1,0 до 1,5 метров. Внутри самой крепости остатки каких-либо строений не сохранились. У юго-восточного подножия крепости, под скалами, ясно выражены остатки фундаментов жилищных построек.